# When We Rock, We Rock, and When We Roll, We Roll
When We Rock, We Rock, and When We Roll, We Roll è una compilation del gruppo rock britannico Deep Purple, pubblicato nel 1978.

## Tracce
Lato 1
1. Space Truckin' - 4:31
2. Kentucky Woman - 4:44
3. Hard Road (Wring That Neck) - 5:11
4. Burn - 6:00

Lato 2
1. Woman from Tokyo - 5:30
2. Hush - 4:25
3. Smoke on the Water (Live) - 6:27
4. Highway Star (Live) - 6:47

## Formazione
- Ian Gillan - voce
- Ritchie Blackmore - chitarra
- Jon Lord - tastiera, organo, cori
- Roger Glover - basso
- Ian Paice - batteria
- Rod Evans - voce (tracce 2 e 6)
- Nick Simper - basso, cori (2, 3, 6)
- David Coverdale - voce (4)
- Glenn Hughes - basso, voce (4)